# Garry McCoy
Pour les articles homonymes, voir McCoy.
Garry McCoy est un pilote australien, multiple vainqueur en Grand Prix moto.
Né le 18 avril 1972 à Camden dans la banlieue de Sydney (Australie), Garry commence sa carrière sur des speedways en dirt-track. C'est là qu'il apprend à maîtriser la glisse.

## Biographie

### Des débuts prometteurs en 125
Après une première Wild Card au GP d'Australie 125 en 1992, il effectue sa première saison complète dans la même catégorie l'année suivante au cours de laquelle il rentre à trois reprises dans le top 10 (7e à Laguna Seca; 10e à Eastern Creek et Imola).
Il devra attendre 1995 et le GP de Malaisie 125 pour remporter sa 1re victoire dans des conditions météorologiques dantesques. Il récidivera en 1996 en remportant le dernier Grand Prix de la saison à Eastern Creek. L'année suivante, il réussira sa meilleure saison en 125 en terminant 7e du championnat 125, terminant à deux reprises sur le podium (3e au Mugello et au Paul Ricard) et décrochant sa première pole position toujours sur le circuit provençal du Paul Ricard.

### Roi de la glisse en 500
En 1998, il passe dans la catégorie reine au guidon de la Honda Shell Advance 500 V2. Avec l'une des motos les moins compétitives du plateau, il ne fait pas de miracles et voit sa saison écourtée après une fracture de la cheville due à une chute sur le circuit de Brno.
En cours de saison 1999, le team Yamaha RedBull de Peter Clifford se sépare de son pilote néo-zélandais Simon Crafar et choisit le sympathique australien pour terminer la saison. C'est alors que son style tout en glisse si spectaculaire apparaît aux yeux du Continental Circus. Principaux faits d'armes : une énorme chute à Donington et une 3e place à Valence.
En 2000, après avoir développé la Yamaha 500 et les pneus Michelin 16,5 pouces, il crée la surprise en remportant la 1re course de la saison à Welkom. Ses glisses démesurées ébahissent le plateau des Grands Prix et Garry McCoy termine la saison à la 5e place finale grâce à ses 3 victoires (Welkom, Valence, Estoril) et 3 autres podiums (Sepang, Brno, Rio de Janeiro).
En 2001, toujours au guidon de la Yamaha RedBull 500, il compte parmi les favoris de la saison comme l'atteste sa 2e place lors du Grand Prix d'ouverture à Suzuka. Malheureusement, il se fracture le scaphoïde alors qu'il dominait les essais du Grand Prix de France au Mans. Il manquera de nombreuses courses et, une fois rétabli, ne montera sur le podium qu'à deux autres reprises (Estoril et Sepang).

### L'arrivée du 4-Temps marque son déclin
En 2002, pour sa 3e saison complète avec le team Yamaha RedBull, il se fracture la jambe à Estoril alors qu'il dominait à nouveau les essais hivernaux. Sa saison sera très décevante: face à l'arrivée des surpuissantes 990 cm3 4T qui remporteront tous les Grands Prix de la saison, les vieilles 500 cm3 2T tirent rarement leur épingle du jeu. Il se qualifiera néanmoins plusieurs fois en première ligne, restant le dernier pilote 500 à avoir effectué une telle performance.
En 2003, il rejoint le team Kawasaki Eckl et dispose -comme la totalité du plateau- d'une 990 cm3 4T. Le châssis de la Kawasaki Ninja ZX-RR est peu efficace, le moteur pas assez puissant et les pneus Dunlop très loin de la référence Michelin: le pilote australien est résolu à faire de la figuration malgré un style de pilote toujours aussi flamboyant. Il rentre rarement dans les points, faisant malgré tout quelques exploits dans des conditions particulières (course sous la pluie au Mans ou essais à domicile à Phillip Island). En fin de saison, il voit la porte des Grands Prix se refermer.

### Faux espoirs en Superbike
En 2004, il part en championnat du monde Superbike dans le team Ducati NCR Carrachi et effectue des débuts en fanfare.  Meilleur temps en course pour la première manche de la saison à Valence, il remporte la victoire dès sa 4e tentative sur le circuit australien de Phillip Island. Disposant d'une machine privée, il ne rééditera pas cette performance. « Gazza » terminera néanmoins plusieurs fois sur le podium comme à Monza (2 fois 3e). Il termine finalement 6e du championnat et se voit même le droit d'effectuer une pige au GP d'Australie MotoGP avec l'Aprilia RS3.
En 2005, il signe chez Foggy Petronas Racing mais l'expérience est un échec: la 990 3-cylindres n'est pas performante et Garry doit se résoudre à côtoyer les fonds de grille. Il choisit alors de mettre un terme à la collaboration avec l'équipe de Carl Fogarty.

### Piges dans le monde de la moto
Ne trouvant pas de guidon pour 2006, il tente en vain une reconversion en Championnat du Monde Supermotard, puis participe aux 24 Heures du Mans moto pour le team GMT94 de Christophe Guyot. Découvrant tout de la discipline et notamment le pilotage de nuit, le « King Of Slide » goûte aux joies du podium en compagnie de Sébastien Gimbert et de David Checa. En fin de saison, Mario Illien lui propose le développement de la Ilmor X3 et Garry McCoy devient le premier pilote à rentrer dans les points en MotoGP avec une 800 cm3 à Estoril puis à Valence. Il fut pressenti pour piloter la X3 pour la saison 2007 mais Jeremy McWilliams et Andrew Pitt lui seront préférés et il fera une saison 2007 blanche. 

### 2008: retour en SuperSport
2008 voit le retour de Triumph en Mondial SuperSport 600, qui coïncide avec celui du vétéran australien.
Un accident avec Andrew Pitt à Brno en juillet 2008 (une vertèbre et plusieurs côtes cassées) met un terme à sa saison.
Renvoyé de l'écurie Triumph fin 2009.

### 2010: Retour en Moto Gp?
Renvoyé fin janvier de l'écurie Triumph en Supersport, Il est engagé le 1er février par l'écurie FB Corse pour piloter le prototype trois cylindres BMW, lors des Grands Prix. Néanmoins, après que la moto a été soumise à des tests, elle est jugée trop lente pour prendre part aux deux premiers grands prix de la saison. La DORNA et l'IRTA ont proposé à l'équipe de prendre part au championnat à partir du Grand Prix d'Espagne, voire celui de Catalogne fin juin. Aux dernières nouvelles, le projet de la tri-cylindres du team FB Corse aurait capoté. Le 7 juin 2010, l'écurie Fiat Yamaha s'est dite prête à engager McCoy si l'absence de Rossi[réf. nécessaire] durait plus de deux grand prix. Il n'en sera rien puisqu'il ne sera pas rappelé et doit chercher un guidon pour 2011.

## Carrière en Grand Prix moto

### Par catégorie
| Catégorie | Année          | 1er GP   | 1er podium | 1re victoire | Courses | Victoires | Podiums | Pole | M.tours | Points | Titres |
| --------- | -------------- | -------- | ---------- | ------------ | ------- | --------- | ------- | ---- | ------- | ------ | ------ |
| 125 cm3   | 1992-1997      | AUS 1992 | AUS 1994   | MAL 1995     | 59      | 2         | 7       | 1    | 0       | 293    | 0      |
| 500 cm3   | 1998-2001      | JPN 1998 | VAL 1999   | RSA 2000     | 47      | 3         | 10      | 1    | 1       | 337    | 0      |
| MotoGP    | 2001-2004;2006 | JPN 2002 |            |              | 33      | 0         | 0       | 0    | 0       | 46     | 0      |
| Total     | 1992-2004;2006 |          |            |              | 139     | 5         | 17      | 2    | 1       | 676    |        |

### Résultats détaillés
(Les courses en gras indiquent une pole position ; les courses en italiques indiquent un meilleur tour en course)
| Année | Cat.    | Moto     | 1       | 2       | 3       | 4       | 5      | 6       | 7       | 8       | 9       | 10      | 11      | 12      | 13      | 14      | 15      | 16      | 17 | Classement | Points |
| ----- | ------- | -------- | ------- | ------- | ------- | ------- | ------ | ------- | ------- | ------- | ------- | ------- | ------- | ------- | ------- | ------- | ------- | ------- | -- | ---------- | ------ |
| 1992  | 125 cm3 | Honda    | JPN     | AUS Ab. | MAL Ab. | ESP     | ITA    | EUR     | ALL     | P-B Ab. | HON     | FRA     | GBR     | BRA     | RSA     |         |         |         |    | NC         | 0      |
| 1993  | 125 cm3 | Honda    | AUS 10  | MAL Ab. | JPN Ab. | AUT     | ESP    | ALL 22  | P-B 16  | EUR Ab. | RSM 16  | GBR 14  | RTC 14  | ITA 16  | USA 7   | FIM 10  |         |         |    | 19e        | 25     |
| 1994  | 125 cm3 | Aprilia  | AUS 3   | MAL 12  | JPN 9   | ESP 11  | AUT 3  | ALL DNS | P-B 8   | ITA Ab. | FRA 17  | GBR Ab. | RTC 16  | USA     | ARG     | EUR     |         |         |    | 13e        | 56     |
| 1995  | 125 cm3 | Aprilia  | AUS Ab. | MAL 1   | JPN Ab. | ESP 14  | ALL    | ITA     | P-B     | FRA     | GBR     | RTC     | RIO     | ARG     | EUR     |         |         |         |    | 13e        | 16     |
| 1996  | 125 cm3 | Aprilia  | MAL 12  | IND Ab. | JPN Ab. | SPA Ab. | ITA 20 | FRA 9   | NED 18  | GER Ab. | GBR 14  | AUT Ab. | CZE 11  | IMO 4   | CAT 2   | RIO 5   | AUS 1   |         |    | 12e        | 87     |
| 1997  | 125 cm3 | Aprilia  | MAL Ab. | JPN 7   | SPA Ab. | ITA 3   | AUT 4  | FRA 3   | NED Ab. | IMO 4   | GER Ab. | RIO 13  | GBR 4   | CZE 11  | CAT 9   | IND 9   | AUS 9   |         |    | 7e         | 109    |
| 1998  | 500 cm3 | Honda    | JPN Ab. | MAL 10  | SPA 15  | ITA 13  | FRA 17 | MAD 11  | NED 11  | GBR 13  | GER Ab. | CZE     | IMO     | CAT     | AUS Ab. | ARG     |         |         |    | 17e        | 23     |
| 1999  | 500 cm3 | Yamaha   | MAL     | JPN     | SPA     | FRA     | ITA    | CAT     | NED 15  | GBR Ab. | GER 11  | CZE 8   | IMO 9   | VAL 3   | AUS 7   | RSA 8   | RIO 8   | ARG 13  |    | 14e        | 65     |
| 2000  | 500 cm3 | Yamaha   | RSA 1   | MAL 3   | JPN 9   | SPA Ab. | FRA 4  | ITA Ab. | CAT 16  | NED 15  | GBR 17  | GER 10  | CZE 3   | POR 1   | VAL 1   | RIO 3   | PAC Ab. | AUS 5   |    | 5e         | 161    |
| 2001  | 500 cm3 | Yamaha   | JPN 2   | RSA Ab. | SPA 9   | FRA DNS | ITA    | CAT DNS | NED DNS | GBR     | GER 11  | CZE 6   | POR 3   | VAL 12  | PAC 12  | AUS Ab. | MAL 3   | RIO 10  |    | 12e        | 88     |
| 2002  | MotoGP  | Yamaha   | JPN Ab. | RSA 10  | SPA 15  | FRA     | ITA    | CAT     | NED     | GBR 12  | GER 9   | CZE 13  | POR 11  | RIO 10  | PAC 17  | MAL 15  | AUS 18  | VAL Ab. |    | 20e        | 33     |
| 2003  | MotoGP  | Kawasaki | JPN 16  | RSA 17  | SPA 18  | FRA 9   | ITA 15 | CAT 17  | NED 18  | GBR 16  | GER 16  | CZE 18  | POR Ab. | RIO Ab. | PAC Ab. | MAL 19  | AUS 13  | VAL 19  |    | 22e        | 11     |
| 2004  | MotoGP  | Aprilia  | RSA     | SPA     | FRA     | ITA     | CAT    | NED     | RIO     | GER     | GBR     | CZE     | POR     | JPN     | QAT     | MAL 16  | AUS Ab. | VAL 16  |    | NC         | 0      |